# بول جيورجي
بول جيورجي (7 أبريل 1893 – 1 مارس 1976) هو طبيب أطفال وعالم كيمياء حيوية أمريكي ولد في المجر ساهم باكتشاف ثلاث فيتامينات: فيتامين ب2 وفيتامين ب6 والبيوتين. جيورجي كان أيضا معروفا في مجال البحث في العوامل الوقائية لحليب الثدي البشري، خاصة بالنسبة له اكتشافات عامل نمو النشاط في الحليب البشري ومكافحة المكورة العنقودية. وهو حاصل على الميدالية الوطنية للعلوم في عام 1975 من الرئيس جيرالد فورد.

## الحياة الشخصية
تزوج من (مارغريت جون) عام 1920 في فايمار في ألمانيا. أنجبا ثلاثة أبناء: هانز الذي أصبح عالم كيمياء عضوية، ومايكل الذي أصبح فيزيائيا، وتيلبيرت (جراح). جيورجي كان يستمتع بالموسيقى الكلاسيكية كما كان أيضًا رسامًا وبستانيًا.

## الجوائز والأوسمة
حصل جيورجي عام 1975 على الميدالية الوطنية للعلوم من الرئيس جيرالد فورد «لاكتشافه الفيتامينات الثلاثة وللبحوث التغذية التي ساهم فيها بشكل كبير». جيورجي قد فارق الحياة عام 1976 واستلمت الجائزة زوجته مارغريت جون. جوائز أخرى تشمل:
- بوردن جائزة المعهد الأمريكي التغذية (1951)
- بوردن جائزة التغذية من قبل الأكاديمية الأمريكية لطب الأطفال (1952)
- غولدبرغر جائزة المجلس من الرابطة الطبية الأمريكية (1957)
- أوزبورن-مندل جائزة المعهد الأمريكي التغذية (1958)
- جائزة جون هاولاند الأمريكية لطب الأطفال (1968)

## الوفاة
توفي جيورجي في مارس 1976 بسبب الالتهاب الرئوي في مستشفى موريستاون ميموريال في موريستاون في نيو جيرسي عن عمر ناهز 82 عاما.